# Jonas Brothers
I Jonas Brothers sono un gruppo musicale statunitense, composto dai fratelli Kevin, Joe e Nick Jonas.
La loro popolarità si è sviluppata grazie alla partecipazione della band a svariate serie tv e film su Disney Channel tra il 2004 e il 2013, tra cui Hannah Montana, Camp Rock e Jonas L.A.
Nel 2008 il gruppo fu nominato per il premio Best New Artist ai 51° Grammy Awards e vinse il premio Breakthrough Artist agli American Music Award. Nel 2012 è stato certificato che il gruppo ha venduto 17 milioni di album in tutto il mondo.
Dopo 6 anni dallo scioglimento, avvenuto nel 2013, la band si ricongiunge nel 2019 pubblicando un singolo, Sucker, uscito il 1º marzo, per anticipare l'uscita del nuovo album Happiness Begins.
Il 30 gennaio 2023 hanno ricevuto la stella sulla Walk of Fame. Durante la cerimonia hanno annunciato l'uscita del sesto album in studio, The Album, prevista per il 12 maggio 2023. I singoli Wings, uscito il 24 febbraio, e Waffle House, il 7 aprile, hanno ancipato l'album.
Durante una convention per i fan, JonasCon, avvenuta il 23 marzo 2025, è stato annunciato il terzo album in studio della band, Greetings from your Hometown, la cui uscita è prevista l'8 agosto 2025.

## Carriera

### Esordi
Nick fu il primo dei tre ad essere seriamente interessato al mondo dei musical e di Broadway. Kevin si appassionò alla musica per caso, quando trovò un manuale di apprendimento veloce di chitarra per principianti in casa. Durante un provino di Nick per il musical Oliver!, Joe, che aveva accompagnato il fratello all'audizione, fu giudicato perfetto per la parte. Così anche Joe iniziò a prendere parte a diverse opere di Broadway in giovane età.

### 2005-2006: It's About Time
Dopo aver firmato per la Columbia, i fratelli presero in considerazione l'idea di farsi conoscere al pubblico come "Sons of Jonas", o "Jonas Team", prima di accordarsi definitivamente sul nome "Jonas Brothers." Nel corso del 2005, i Jonas Brothers hanno iniziato ad avere le prime esperienze musicali aprendo concerti come quelli di Kelly Clarkson, Jesse McCartney, i Backstreet Boys e The Click Five. Hanno trascorso la seconda parte dell'anno su un tour anti-droga con Aly & AJ e The Cheetah Girls. Inoltre, hanno avuto collaborazioni con le Veronicas nei primi mesi del 2006. Per l'album, intitolato It's About Time, la band ha collaborato con diversi cantautori e produttori artistici, tra cui Adam Schlesinger, Fountains of Wayne, Michael Mangini, Joss Stone, Desmond Child, Aerosmith, Bon Jovi, Billy Mann, Destiny's Child, Jessica Simpson e Steve Greenberg.
L'album inizialmente doveva essere pubblicato nel febbraio 2006, ma la data è stata rinviata più volte. Il ritardo è stato dovuto a cambiamenti esecutivi presso la Sony (la società madre della Columbia), i cui dirigenti cercavano altre tracce da aggiungere all'album. Durante la creazione dell'album, i Jonas Brothers sono stati colpiti dallo stile di una band britannica chiamata Busted, e in particolar modo da due singoli, Year 3000 e What I Go to School For, canzoni delle quali acquisirono i diritti per trarne delle reinterpretazioni. Il primo singolo dei Jonas Brothers, Mandy, è stato pubblicato il 27 dicembre 2005. Il video è stato mostrato per la prima volta su MTV's Total Request Live il 22 febbraio 2006, scalando la top ten e posizionandosi alla posizione numero quattro.
Nel mese di febbraio un altro brano, Time for Me to Fly, è stato pubblicato nel film Acquamarine fungendone da colonna sonora. Nel mese di marzo, Mandy è stata inserita nel film televisivo Nickelodeon Zoey 101: Spring Break-Up e nella Zoey 101: Music Mix album come colonna sonora. Il 4 aprile 2006 la canzone Yo Ho (A Pirate's Life for Me) venne inserita nel cd DisneyMania 4, uscito il 4 aprile 2006. Durante l'estate del 2006, i Jonas Brothers sono andati in tour con Aly & AJ. I Jonas Brothers hanno anche creato la sigla per la seconda stagione di American Dragon Jake Long, in onda da giugno 2006 a settembre 2007 su Disney Channel. It's About Time è stato finalmente pubblicato l'8 agosto 2006. Secondo il manager della band, la vendita del cd è stata "limitata" a 50 000 copie, per cui l'album può essere trovato su siti di aste come eBay per un massimo di 200 - 300 USD.
Dato che la Sony non era più interessata a promuovere ulteriormente la band, i Jonas Brothers hanno quindi considerato il passaggio ad un'altra etichetta. Inoltre, nel mese di ottobre, la canzone Poor Unfortunate Souls assieme ad un video musicale, è stata pubblicata su un disco edizione speciale intitolato The Little Mermaid. Il secondo singolo di It's About Time è stato Year 3000. La canzone è diventata popolare su Radio Disney, e il video musicale ha debuttato su Disney Channel nel gennaio 2007. Nei primi mesi del 2007, i Jonas Brothers firmarono con la Hollywood Records.In questo album è presente una canzone dove hanno duettato con la famosa rockband giapponese JAM Project.

### 2007-2008:Jonas BrotherseA Little Bit Longer

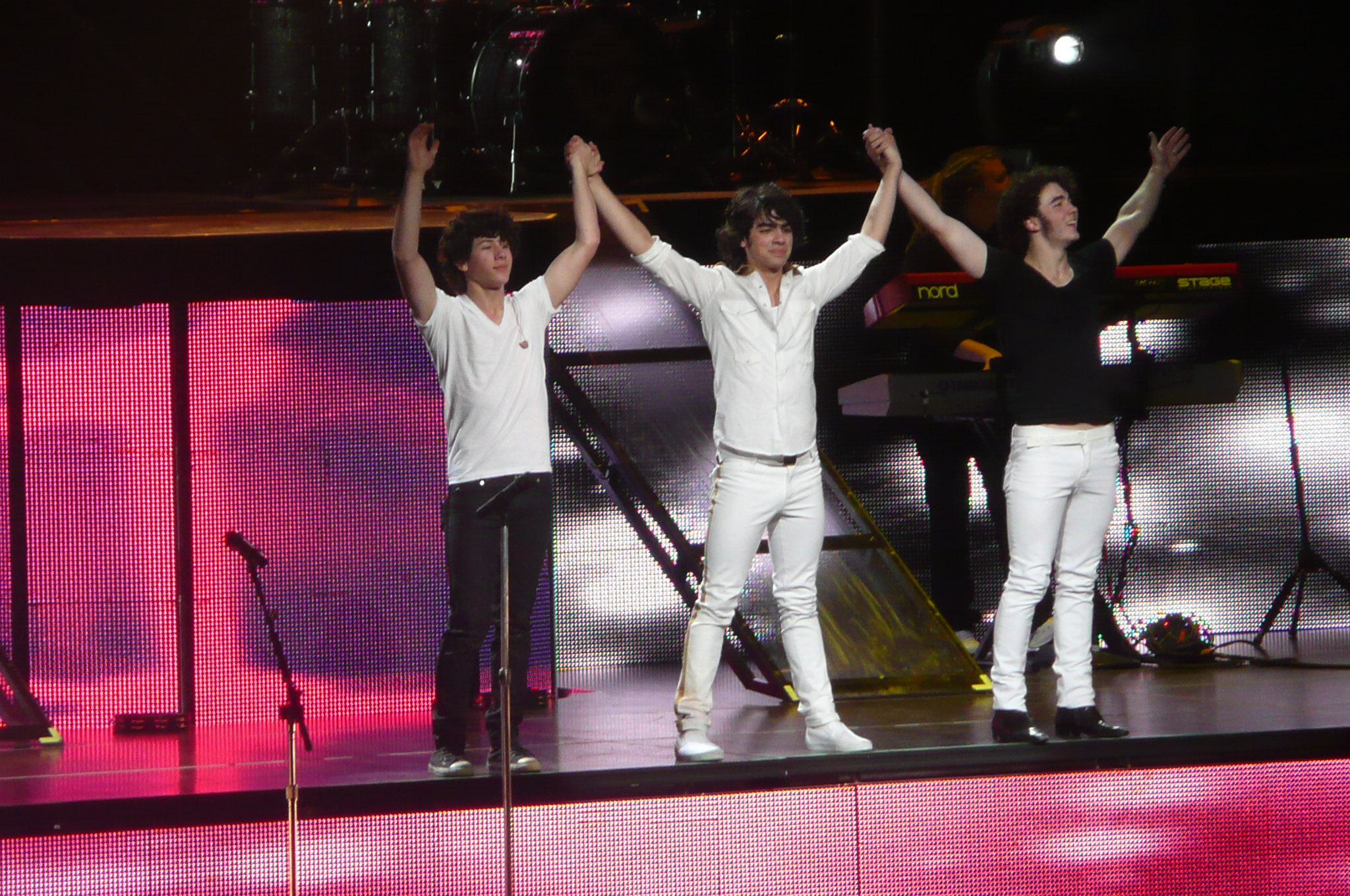
I Jonas Brothers in concerto nel 2008

Dopo poco tempo, senza essere un marchio, i Jonas Brothers firmarono con la Hollywood Records nel febbraio 2007. Nello stesso tempo, i fratelli cominciarono ad apparire nelle pubblicità di Baby Bottle Pops, cantando il jingle. Il 24 marzo, altre due canzoni, su due diversi album, furono pubblicate: Kids of the Future dalla colonna sonora de I Robinsons (Basato su Kim Wilde's Kids in America) e I Wanna Be Like You da DisneyMania 5. I Jonas Brothers hanno fatto la loro prima apparizione alla Casa Bianca lunedì 9 aprile 2007, durante l'annuale White House Easter Egg Roll dove hanno cantato l'inno nazionale. Vi ritornarono mercoledì 27 giugno 2007, nel corso della Celebrating Women in Sports Tee Ball Game. Hanno cantato l'inno nazionale e dopo la partita i Jonas Brothers hanno intrattenuto il pic-nic-reception con una selezione delle loro hits. Il loro auto-intitolato secondo album è stato pubblicato il 7 agosto 2007. Ha raggiunto la posizione numero cinque sulla classifica Billboard Hot 200 nella sua prima settimana. Due singoli con video musicali sono stati pubblicati all'incirca nello stesso periodo: Hold On due settimane prima e S.O.S. solo dopo la pubblicazione dell'album.
Nel mese di agosto, i Jonas Brothers hanno fatto numerose apparizioni televisive. Il 17 agosto, apparvero in un episodio della serie di Disney Channel Hannah Montana dal titolo Arrivano I Jonas Brothers!. Hanno inoltre eseguito We Got the Party con Miley Cyrus durante l'episodio, che andò in onda la prima volta dopo High School Musical 2 e fu visto da 10,7 milioni di persone quella notte. Il 24 agosto, i Jonas Brothers eseguirono due brani al concorso Miss Teen Stati Uniti d'America. Il giorno successivo venne trasmessa la cerimonia di chiusura dei Giochi di Disney Channel, con una loro performance. Il 26 agosto, il Jonas Brothers co-presentano un premio con Miley Cyrus al Teen Choice Awardss. Il 18 novembre 2007, hanno eseguito il brano S.O.S presso gli American Music Award. Il 22 novembre, i fratelli sono apparsi alla 81ª Macy's Thanksgiving Day Parade. Per le loro prestazioni finali del 2007, i tre fratelli eseguironi i loro Hold On e S.O.S. al Dick Clark's New Year's Rockin 'Eve. I Jonas Brothers iniziarono poi il loro Look Me In The Eyes Tour il 31 gennaio 2008 a Tucson, Arizona.
Il terzo album dei Jonas Brothers, A Little Bit Longer, è stato pubblicato negli Stati Uniti il 12 agosto 2008. Il 24 giugno 2008, iTunes ha annunciato che sarebbero usciti quattro brani in anteprima estratti dall'album, ossia: Burnin' Up, Lovebug e Tonight. Nello stesso periodo, i tre fratelli hanno partecipato al film Disney per la televisione Camp Rock. La colonna sonora del film è stata pubblicata il 17 giugno 2008 negli Stati Uniti vendendo circa 188 000 copie solo nella prima settimana. Durante l'estate del 2008, i Jonas Brothers hanno iniziato il Burning Up Tour durante il quale si sono esibiti in canzoni prese dalla colonna sonora di Camp Rock, dal loro ultimo album A Little Bit Longer e dai precedenti album. Nel luglio del 2008 la band comparve sulla copertina della rivista Rolling Stone, diventando la più giovane band mai apparsa in copertina.

### 2009-2011: Il quarto album, le serie Disney Channel e gli impegni individuali

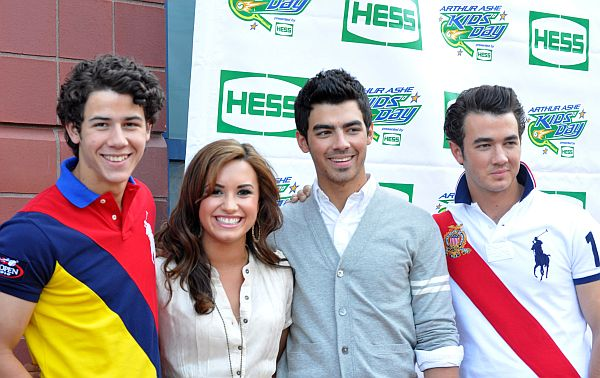
I Jonas Brothers con Demi Lovato nel 2010

I Jonas Brothers iniziarono a parlare del loro quarto album in studio all'inizio del 2009. Dissero in diverse occasioni che avevano lavorato sulla scrittura e alla registrazione di diverse loro canzoni del Burnin' Up Tour, a metà 2008. L'11 marzo 2009, i Jonas Brothers annunciarono che il loro quarto album in studio, Lines, Vines and Trying Times, sarebbe stato pubblicato il 12 giugno 2009. La band, l'11 marzo 2009, iniziò il Jonas Brothers World Tour 2009. I Jonas Brothers arrivano anche nel grande schermo, pubblicando il film musicale The 3D Concert Experience. Tutte le canzoni del film in seguito sono state riportate in un album chiamato The Concert Experience contenente le loro più famose canzoni più un duetto con Taylor Swift e uno con Demi Lovato (entrambi live) ed un inedito.
Come dalla serie JONAS, anche da Jonas L.A. scaturisce un album contenente tutte le loro canzoni della serie, composta da 13 puntate andate in onda su Disney Channel e Italia 1. Il film di Disney Channel Camp Rock 2: the Final Jam vede come protagonisti i tre fratelli, assieme a Demi Lovato. Alla fine del 2010 i Jonas Brothers si prendono un periodo di "pausa" per far fronte ai vari impegni individuali dei membri del gruppo: Nick Jonas fonda una propria band chiamata Nick Jonas & the Administration, con la quale nel 2010 pubblica un album intitolato Who I Am. Nick inoltre recita nel musical Les Misérables, nella serie tv Mr. Sunshine e nella sitcom Last Man Standing. Joe Jonas l'11 ottobre 2011 pubblica il suo primo album da solista Fastlife. Partecipa inoltre a vari telefilm: Brothers and Sisters e Hot in Cleveland.

### 2012-2018: I nuovi singoli e lo scioglimento

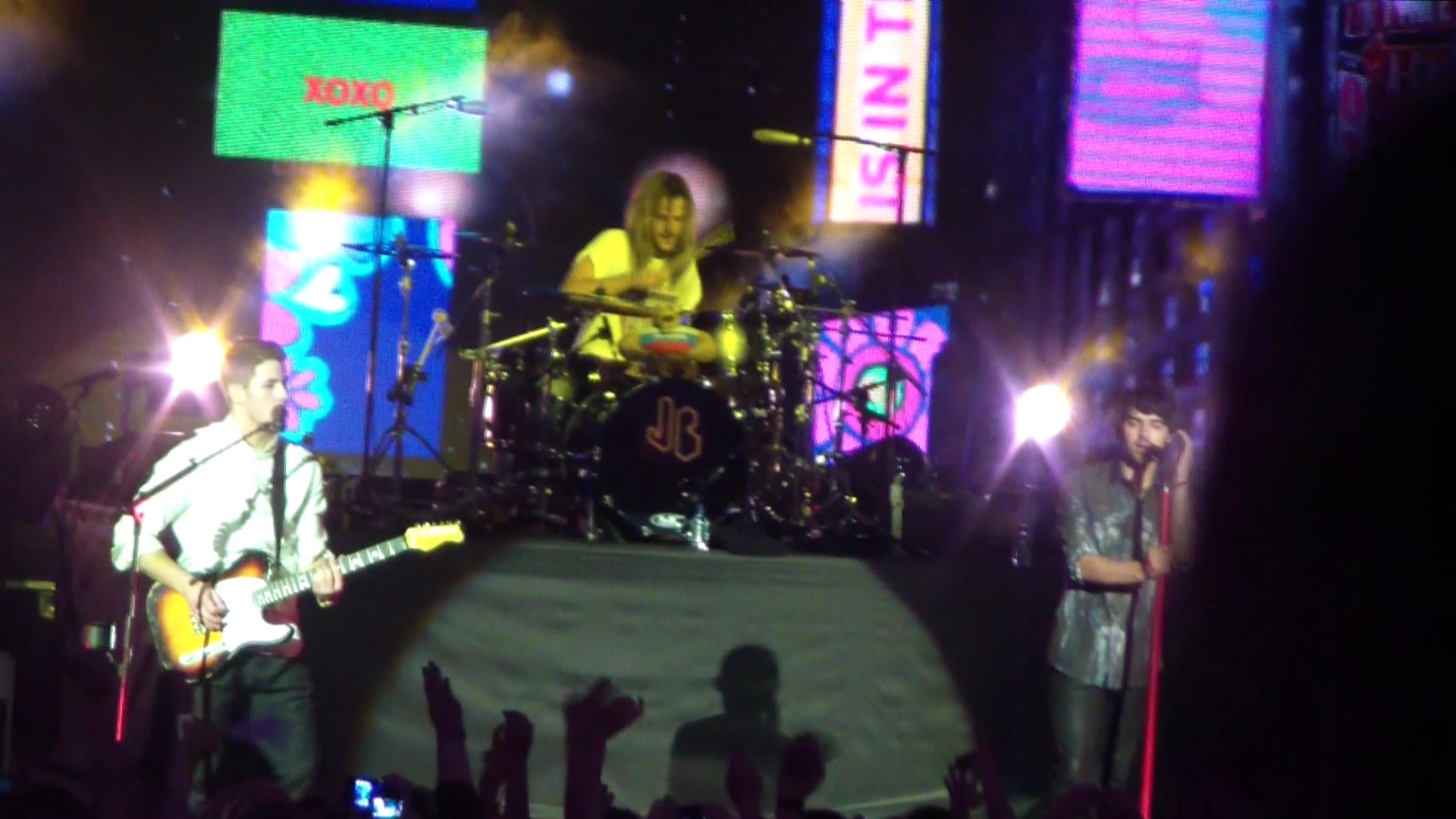
I Jonas Brothers a Mosca nel 2012.

Il 17 agosto 2012, in seguito ad un cambio di casa discografica passando alla Jonas Enterprises, annunciano in diretta da Ryan Seacrest il loro concerto di ritorno al Radio City Music Hall. Il 6 novembre si sono esibiti a San Pietroburgo e l'8 novembre a Mosca per due concerti del nuovo album (annunciato entro la fine del 2012 o l'inizio 2013).
Il 26 marzo 2013 annunciano che il loro primo singolo Pom Poms sarebbe stato pubblicato il 2 aprile 2013, e il music video lo stesso giorno sul canale americano E! News. Il secondo singolo estratto dal loro nuovo album è stato First Time e il loro nuovo album si sarebbe dovuto chiamare V. Esso però non venne completato e pubblicato a causa dello scioglimento della band, avvenuto prematuramente il 30 ottobre 2013 in diretta su Good Morning America.
Verranno pubblicate in seguito 5 canzoni inedite, che avrebbero dovuto fare parte dell'album e un cd con 10 canzoni live, esclusivamente per i membri del Team Jonas.
Da allora, i fratelli Jonas hanno deciso di dedicarsi a differenti carriere: Kevin, con sua moglie Danielle è il protagonista, tra il 2012 e il 2013, della serie Married to Jonas, successivamente si occuperà degli affari e della sua famiglia, aiutando la moglie e passando più tempo possibile con la figlia Alena Rose nata il 2 febbraio 2014, e con la secondogenita Valentina Angelina, nata il 27 ottobre 2016. Joe nel 2015 fonda una nuova band chiamata DNCE formata dall'ex batterista dei Jonas Jack Lawless, la chitarrista JinJoo Lee ed il bassista Cole Whittle. Nick lavora invece nel 2014 come direttore creativo e musicale per il Neon Lights Tour di Demi Lovato; nello stesso anno prende parte a due episodi della serie televisiva Hawaii Five-0 e viene scelto per un ruolo principale nella serie tv Kingdom. Inoltre, pubblica il suo secondo album da solista intitolato Nick Jonas. Nel 2015 viene proiettato il film Careful What You Wish For (girato nel 2013) che lo vede nel ruolo del protagonista, fonda il "centro artistico" Safehouse Records con Demi Lovato e Phil McIntyre in unione con la Island Records e la Hollywood Records e prende parte a diverse serie tv. Nel 2016 pubblica il suo terzo album, Last Year Was Complicated, contenente i singoli Close, Chainsaw e Bacon. Sempre nel 2016 prende parte al Future Now Tour con Demi Lovato e recita nel film Goat, al fianco di James Franco.

### 2019-2022: Il ricongiungimento eHappiness Begins

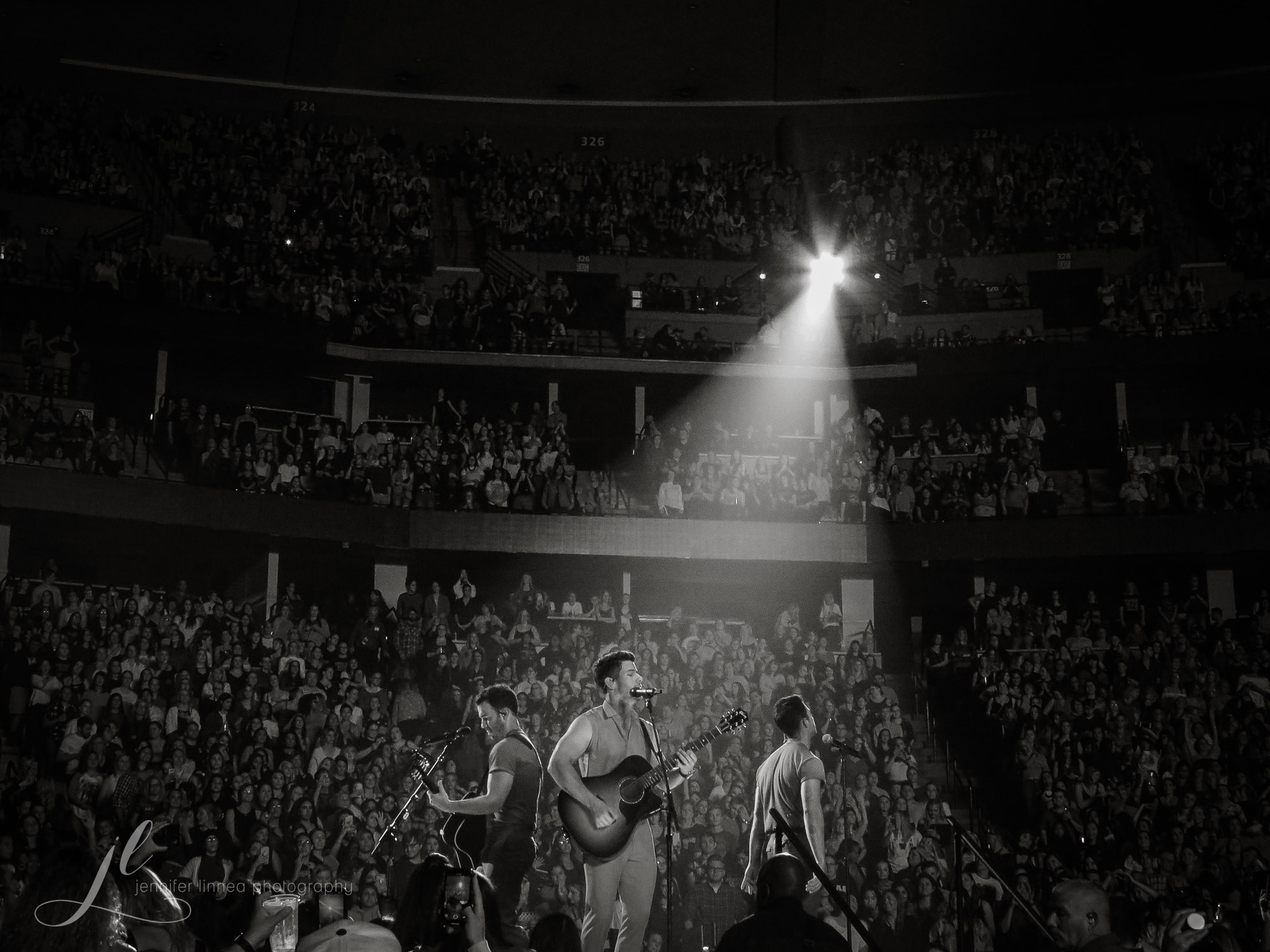
I Jonas Brothers al Pepsi Center a Denver durante lHappiness Begins Tour nel 2019.

Dopo 6 anni dallo scioglimento, la band si ricongiunge per girare il documentario sulla band intitolato Chasing Happiness, pubblicando, il 1º marzo 2019, un nuovo singolo intitolato Sucker, che debutta alla posizione numero uno negli Stati Uniti, diventando la loro prima canzone a raggiungere questo traguardo. Nell'aprile dello stesso anno pubblicano un altro singolo intitolato Cool ed annunciano il titolo del loro nuovo album: Happiness Begins, disponibile dal 7 giugno 2019. 
Nello stesso mese annunciano anche il loro tour mondiale che li ha visti impegnati fino a febbraio 2020, l'Happiness Begins Tour.
Ad agosto viene pubblicato un video musicale per il terzo singolo Only Human. Il 17 gennaio 2020 pubblicano il singolo What a Man Gotta Do, insieme a un video in cui sono presenti le mogli di tutti e tre(Danielle Deleasa, Sophie Turner e Priyanka Chopra). Il 25 aprile 2020 viene rilasciato il film-concerto Happiness Continues, che ripercorre il loro tour mondiale da poco concluso.
L'11 maggio 2020 annunciano l'uscita del nuovo singolo X in collaborazione con Karol G, già comparso nei titoli di coda del secondo documentario della band, e l'uscita di un ulteriore singolo, Five More Minutes, già presentato ai Grammy Awards 2020. Entrambi i singoli sono usciti il 15 maggio 2020.
Il 3 dicembre dello stesso anno la band tiene un concerto virtuale in collaborazione con Lenovo e Intel.
Il 30 ottobre 2020 viene rilasciato un singolo natalizio intitolato I Need You Christmas.
Il 19 maggio 2021 la band annuncia il loro undicesimo tour, il Remember This Tour, con 44 tappe negli Stati Uniti a partire dal 20 agosto dello stesso anno.
Il 21 maggio 2021 viene rilasciato un nuovo singolo in collaborazione con Marshmello, intitolato Leave Before You Love Me. Il 9 luglio 2021 viene rilasciata la colonna sonora del film Space Jam 2, a cui la band parteciperà con la canzone Mercy. Il 17 settembre dello stesso anno viene pubblicata la canzone Who's In Your Head, presentata in anteprima durante il tour.
Il 23 novembre 2021 viene rilasciato il Jonas Brothers Family Roast sulla piattaforma Netflix.
Dal 3 all'11 giugno la band si è esibita in un residency show a Las Vegas. Altre tre date sono state aggiunte nel novembre dello stesso anno, ed altre ancora previste per il febbraio 2023.

### 2023-in corso:The AlbumeGreetings from your Hometown
Nel gennaio 2023, durante un'intervista al Kelly Clarkson Show, Nick Jonas ha rivelato che il nuovo album è pronto e che la band ha in mente di andare in tour verso la fine dell'anno.Nello stesso mese, tramite un'intervista per  Variety, i Jonas Brothers hanno rivelato i titoli di alcune tracce contenute nel nuovo album in arrivo, tra cui Wings, Montana Sky, Vacation Eyes, Little Bird e Waffle House.
In seguito, viene annunciato che il loro sesto album in studio, intitolato The Album, uscirà il 5 maggio., poi spostato al 12 maggio.
L'album debutta alla posizione 3 della Billboard 200 negli Stati Uniti e della Official Charts nel Regno Unito. Il singolo Waffle House entra nella Billboard Hot 100 con un picco alla posizione 57 e nella Official Charts alla posizione 33. 
Viene annunciato il Five Albums, One Night Tour a partire dall'agosto del 2023 in America.
Il 17 gennaio 2025 i Jonas Brothers hanno rilasciato il singolo Slow Motion, la loro seconda collaborazione con Marshmello. Il 31 gennaio, la band ha collaborato con il trio country Rascal Flatts nella canzone I Dare You. 
Il 23 marzo 2025 si svolge la JonasCon, un convegno per fan in occasione del ventesimo anniversario della band, a East Rutherford. Durante l'evento, i Jonas Brothers hanno annunciato il loro settimo album in studio, Greetings from your Hometown, la cui uscita è prevista per l'8 agosto 2025. Il 21 marzo 2025 viene rilasciato il singolo Love Me to Heaven, e il 20 giugno 2025 è il turno di No Time to Talk. I Can't Lose invece è stato rilasciato il 15 luglio 2025. 
Dal 10 agosto dello stesso anno inizia il Jonas20: Greetings from your Hometown Tour.

## Stile musicale
Lo stile musicale dei Jonas Brothers è stato descritto come rock, pop rock, pop punk, pop, teen pop e power pop.

## Formazione
- Kevin Jonas – voce, pianoforte e chitarra
- Joe Jonas – voce, chitarra, pianoforte, tamburello
- Nick Jonas – voce, chitarra, batteria, pianoforte, basso

## Tournée
- 2005 – Jonas Brothers Fall 2005 Promo Tour
- 2006 – Jonas Brothers American Club Tour
- 2007 – Marvelous Party Tour
- 2008 – When You Look Me in the Eyes Tour
- 2008 – Burning Up Tour
- 2009 – Jonas Brothers World Tour 2009
- 2010 – Jonas Brothers/Camp Rock 2 World Tour 2010
- 2012/13 – Jonas Brothers World Tour 2012/2013
- 2019/20 – Happiness Begins Tour
- 2021 - Remember This Tour
- 2023/2024 - Five Albums, One Night Tour
- 2025 - Jonas20: Greetings from your Hometown Tour

## Discografia

### Album in studio
- 2006 – It's About Time
- 2007 – Jonas Brothers
- 2008 – A Little Bit Longer
- 2009 – Lines, Vines and Trying Times
- 2019 – Happiness Begins
- 2023 – The Album
- 2025 – Greetings from Your Hometown

### Album dal vivo
- 2009 – Music from the 3D Concert Experience
- 2009 – Live: Walmart Soundcheck
- 2013 – LiVe

### Raccolte
- 2019 – Music from Chasing Happiness

## Filmografia

### Televisione
- Hannah Montana, serie tv, episodio 2x16 (2007)
- Jonas Brothers - Vivere il sogno – documentario TV, 27 episodi (2008-2010)
- Jonas Brothers: Band in a Bus – documentario TV (2008)
- Jonas Brothers: Live in London – documentario TV (2008)
- Jonas Brothers: Live & Mobile – documentario TV (2008)
- Camp Rock, regia di Matthew Diamond (2008)
- Jonas, serie tv (2009)
- Camp Rock 2 regia di Paul Hoen (2010)
- Jonas L.A., serie tv (2010)
- Jonas Brothers Christmas Movie (2025)

### Cinema
- Hannah Montana & Miley Cyrus: Best of Both Worlds Concert - The 3-D Movie, regia di Bruce Hendricks (2008)
- Jonas Brothers: The 3D Concert Experience, regia di Bruce Hendricks (2009)
- Una notte al museo 2 (Night at the Museum: Battle of the Smithsonian), regia di Shawn Levy (2009)
- Chasing Happiness, regia di John Taylor Lloyd (2019)
- Happiness Continues, regia di Anthony Mandler (2020)
- Jonas Brothers Family Roast, regia di Alex Van Wagner (2021)